# Championnat de Géorgie de football 2002-2003
Navigation
Saison précédente Saison suivante
La saison 2002-2003 du Championnat de Géorgie de football était la 14e édition de la première division géorgienne. Le championnat, appelé Umaglesi Liga, regroupe les seize meilleurs clubs géorgiens au sein d'une poule unique, où les équipes se rencontrent deux fois dans la saison, à domicile et à l'extérieur. À la fin de cette première phase, les 6 premiers disputent la poule pour le titre tandis que les 6 derniers jouent la poule de relégation, dont les 2 derniers du classement sont relégués et le 4e dispute un barrage de promotion-relégation face au 3e de D2.
Après 3 saisons sans titre, le FC Dinamo Tbilissi retrouve les sommets en terminant en tête du championnat, avec 2 points d'avance sur le triple tenant du titre, le Torpedo Koutaïssi et 7 sur le WIT Georgia Tbilissi. Le Dinamo réussit même le doublé en battant le Sioni Bolnissi en finale de la Coupe de Géorgie.

## Les 12 clubs participants
| - FC Dinamo Tbilissi - Metalurg Rustavi - Kolkheti 1913 Poti - Torpedo Koutaïssi - Dinamo Batoum - Lokomotiv Tbilissi | - FC Merani Tbilissi - Sioni Bolnissi - Dila Gori - Promu de Pirveli Liga - WIT Georgia Tbilissi - Milan Tsnori - Promu de Pirveli Liga - Metalurgi Zestafoni |

## Compétition
Le barème de points servant à établir tous les classements se décompose ainsi :
- Victoire : 3 points
- Match nul : 1 point
- Défaite : 0 point

### Première phase
| Rang | Équipe                | Pts | J  | G  | N | P  | Bp | Bc | Diff |
| ---- | --------------------- | --- | -- | -- | - | -- | -- | -- | ---- |
| 1    | FC Dinamo Tbilissi    | 56  | 22 | 18 | 2 | 2  | 50 | 8  | +42  |
| 2    | Torpedo Koutaïssi (T) | 52  | 22 | 16 | 4 | 2  | 50 | 15 | +35  |
| 3    | Lokomotiv Tbilissi    | 50  | 22 | 16 | 2 | 4  | 35 | 10 | +25  |
| 4    | WIT Georgia Tbilissi  | 49  | 22 | 16 | 1 | 5  | 40 | 15 | +25  |
| 5    | Sioni Bolnissi        | 30  | 22 | 9  | 3 | 10 | 26 | 27 | -1   |
| 6    | Kolkheti 1913 Poti    | 30  | 22 | 9  | 3 | 10 | 28 | 33 | -5   |
| 7    | FC Merani Tbilissi    | 23  | 22 | 6  | 5 | 11 | 25 | 37 | -12  |
| 8    | Dila Gori (P)         | 21  | 22 | 6  | 3 | 13 | 17 | 29 | -12  |
| 9    | Dinamo Batoum         | 20  | 22 | 5  | 5 | 12 | 16 | 27 | -11  |
| 10   | Metallurg Zestafoni   | 19  | 22 | 6  | 1 | 15 | 17 | 50 | -33  |
| 11   | Gorda Rustavi         | 13  | 22 | 4  | 1 | 17 | 22 | 45 | -23  |
| 12   | Milani Tsnori (P)     | 13  | 22 | 3  | 4 | 15 | 11 | 47 | -36  |

|  | Participation à la poule pour le titre            |
|  | Participation à la poule de relégation            |
|  | (T) : Tenant du titre (P) : Promu de Pirveli Liga |

### Seconde phase
Les équipes démarrent la seconde phase avec la moitié du total des points acquis lors de la première phase.

#### Poule pour le titire
| Rang | Équipe                 | Pts | J  | G | N | P | Bp | Bc | Diff |
| ---- | ---------------------- | --- | -- | - | - | - | -- | -- | ---- |
| 1    | FC Dinamo Tbilissi (C) | 48  | 10 | 6 | 2 | 2 | 17 | 7  | +10  |
| 2    | Torpedo Koutaïssi (T)  | 46  | 10 | 6 | 2 | 2 | 15 | 5  | +10  |
| 3    | WIT Georgia Tbilissi   | 41  | 10 | 4 | 4 | 2 | 10 | 7  | +3   |
| 4    | Lokomotiv Tbilissi     | 38  | 10 | 4 | 1 | 5 | 16 | 10 | +6   |
| 5    | Sioni Bolnissi         | 23  | 10 | 2 | 2 | 6 | 9  | 20 | -11  |
| 6    | Kolkheti 1913 Poti     | 20  | 10 | 0 | 5 | 5 | 5  | 23 | -18  |

|  | Qualification pour la Ligue de champions 2003-2004                                       |
|  | Qualification pour la Coupe UEFA 2003-2004                                               |
|  | (T) : Tenant du titre (C) : Vainqueur de la Coupe de Géorgie (P) : Promu de Pirveli Liga |

#### Poule de relégation
| Rang | Équipe              | Pts | J  | G | N | P  | Bp | Bc | Diff |
| ---- | ------------------- | --- | -- | - | - | -- | -- | -- | ---- |
| 1    | Dila Gori (P)       | 29  | 10 | 5 | 3 | 2  | 15 | 8  | +7   |
| 2    | Dinamo Batoum       | 28  | 10 | 5 | 3 | 2  | 12 | 5  | +7   |
| 3    | FC Merani Tbilissi  | 27  | 10 | 4 | 3 | 3  | 15 | 5  | +10  |
| 4    | Gorda Rustavi       | 25  | 10 | 5 | 3 | 2  | 8  | 3  | +5   |
| 5    | Milani Tsnori (P)   | 20  | 10 | 3 | 4 | 3  | 7  | 7  | 0    |
| 6    | Metallurg Zestafoni | 10  | 10 | 0 | 0 | 10 | 0  | 29 | -29  |

|  | Qualification pour la Coupe Intertoto 2003                                               |
|  | Participation au barrage de promotion-relégation                                         |
|  | Relégation directe en deuxième division                                                  |
|  | (T) : Tenant du titre (C) : Vainqueur de la Coupe de Géorgie (P) : Promu de Pirveli Liga |

### Matchs

#### Barrage de promotion-relégation
Le 4e de la poule de relégation affronte le 3e de D2 lors d'un match simple pour déterminer le dernier club participant à la prochaine saison de première division.
| Équipe 1           | Résultat   | Équipe 2         |
| ------------------ | ---------- | ---------------- |
| Gorda Rustavi (D1) | 0 - 1 a.p. | FC Mtskheta (D2) |

## Bilan de la saison
| Championnat de Géorgie de football 2002-2003            |                                |
| Champion                                                | FC Dinamo Tbilissi (11e titre) |
| Coupes et trophées                                      |                                |
| Vainqueur de la Coupe de Géorgie 2002-2003              | FC Dinamo Tbilissi             |
| Qualifications continentales                            |                                |
| Ligue des champions 2003-2004 1er tour de qualification | FC Dinamo Tbilissi             |
| Coupe UEFA 2003-2004                                    | Torpedo Koutaïssi              |
| Coupe UEFA 2003-2004                                    | Sioni Bolnissi                 |
| Coupe Intertoto 2003                                    | Dila Gori                      |
| Promotions et relégations                               |                                |
| Promus en Umaglesi Liga                                 | Lazika Zugdidi                 |
| Promus en Umaglesi Liga                                 | Mertskhali Ozurgeti            |
| Promus en Umaglesi Liga                                 | FC Mtskheta                    |
| Relégués en Pirveli Liga                                | Milan Tsnori                   |
| Relégués en Pirveli Liga                                | Metallurg Zestafoni            |
| Relégués en Pirveli Liga                                | Gorda Rustavi                  |